# Alex Antonitsch
Alex Antonitsch (n, 8 de febrero de 1966) es un jugador austriaco de tenis. En su carrera conquistó el torneo ATP de Seúl y 4 torneos ATP de dobles. Su mejor posición en el ranking de individuales fue el n.º 40 en julio de 1990. En 1990 llegó a la cuarta ronda de Wimbledon.